# Nieuport 10
Nieuport 10 là một mẫu máy bay đa dụng hai tầng cánh của Pháp trong Chiến tranh thế giới I.

## Biến thể
Nieuport X.B
Nieuport X.AV
Nieuport X.AR
Nieuport 10 A.2
Nieuport 10 C.1
Nieuport 83 E.2
Nieuport-Macchi 10.000
Nieuport 18 or 18 meter Nieuport
Nakajima Army Type Ko 2 Trainer
Trainer Type 2

## Quốc gia sử dụng
Bỉ
Không quân Bỉ
 Brasil
Không quân Brazil
 Pháp
Aéronautique Militaire
Aéronavale
 Phần Lan
Không quân Phần Lan
 Italy
Corpo Aeronautico Militare
 Nhật Bản
Không quân Lục quân Đế quốc Nhật Bản
 Russian Empire
Không quân Đế quốc Nga
Hải quân Đế quốc Nga
 Thái Lan
Không quân Hoàng gia Thái Lan
Tập tin:Ukraine1918.png Cộng hòa Nhân dân Ukraina
Quân đội Nhân dân Ukraina
 Anh Quốc
Cục Không quân Hải quân Hoàng gia
 Hoa Kỳ
Không quân thuộc Lực lượng Viễn chinh Hoa Kỳ
 Liên Xô
Không quân Liên Xô

## Tính năng kỹ chiến thuật (Nieuport 10)

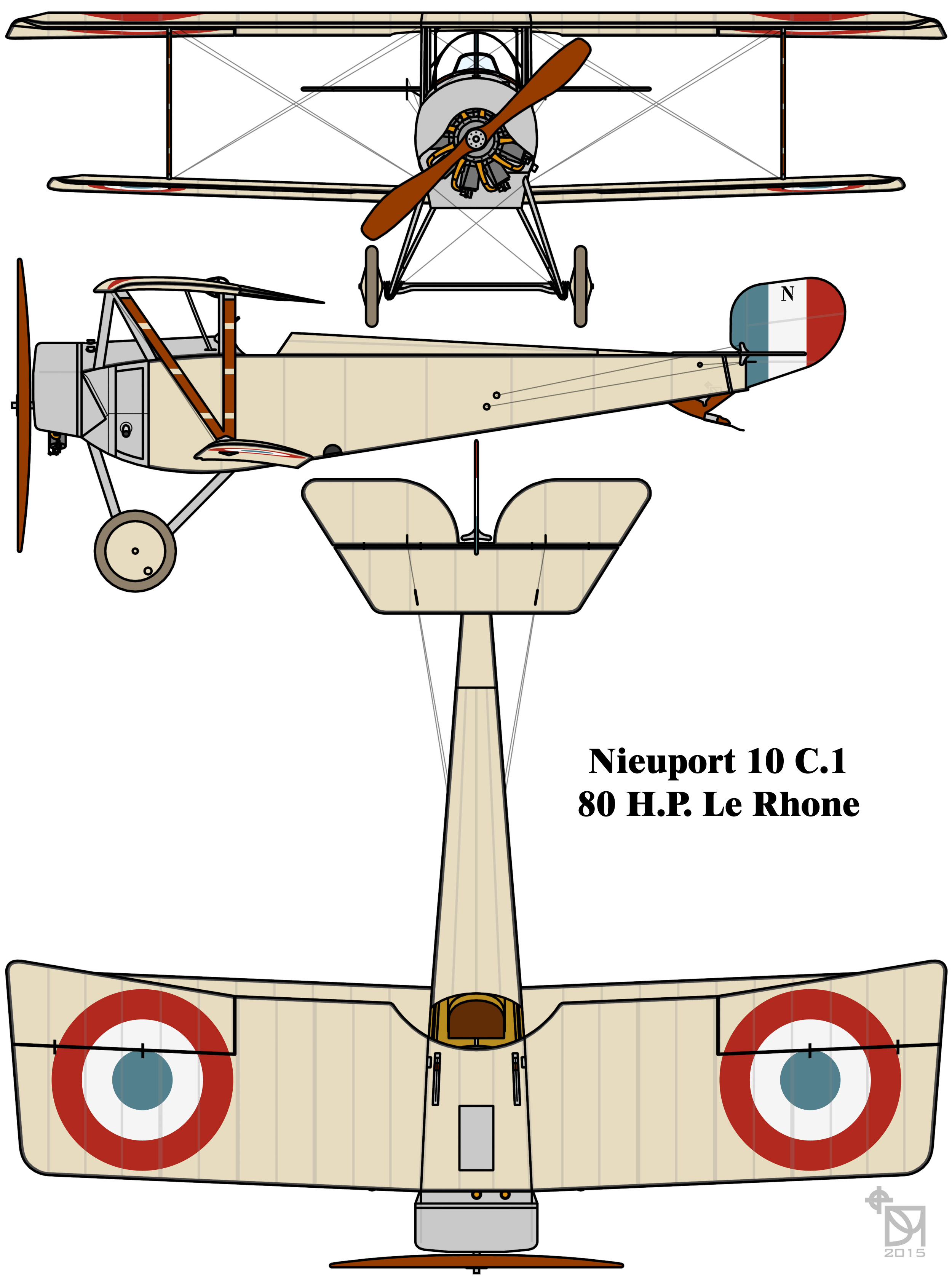
Nieuport 10 C.1

Đặc điểm tổng quát
- Kíp lái: 1
- Chiều dài: 7,09 m (23 ft 3 in)
- Sải cánh: 8,20 m (26 ft 11 in)
- Chiều cao: 2.7 m (8 ft 11 in)
- Diện tích cánh: 18 m² (193,8 ft²)
- Trọng lượng rỗng: 411 kg (905 lb)
- Trọng lượng có tải: 658 kg (1.450 lb)
- Động cơ: 1 × le Rhone, 60 kW (80 hp)

 Hiệu suất bay 
- Vận tốc cực đại: 139 km/h (75 knot, 86 mph)
- Tầm bay: 249,44 km (155 dặm)
- Trần bay: 4.572 m (15.000 ft)
- Vận tốc lên cao: 2,1 m/s (410 ft/phút)
- Thời gian bay: 2,5 h

Trang bị vũ khí

- 1 × Súng máy Lewis